# Stand Up for Science 2025
Stand Up for Science 2025（単にStand Up for Scienceとも表記する）は、トランプ政権による科学研究への脅威に対して行われたアメリカ合衆国中の科学コミュニティによるデモ活動である。中心となるイベントは、2025年3月7日にワシントンD.C.のリンカーン記念館で行われ、約2,000人が参加した。主催者によると、中心イベントに加えて、同時並行で30を超えるアメリカ合衆国全土の都市でデモが行われ、フランスの30以上の場所を含む複数の国でも国際的な連帯イベントが行われたと報告されている。

## 背景
抗議活動は、2025年1月のドナルド・トランプ大統領の就任後47日間の政策変更について、科学コミュニティや医学コミュニティ内で深刻な懸念が生じたことを受けて開催された。これらの変更には、アメリカ国立衛生研究所（NIH）におけるトランスジェンダー研究や多様性イニシアチブに関連する助成金の打ち切り、「女性」や「多様性」などのキーワードを含む数1,000件のアメリカ国立科学財団（NSF）の助成金の再検討、海洋大気庁（NOAA）および国立気象局（NWS）における数100人の試用機関中職員の解雇、アメリカ国立衛生研究所における間接費の上限提案、アラスカ火山観測所とハワイ火山観測所を収容する施設の閉鎖の試み、アメリカ合衆国が複数の気候イニシアチブから離脱したことなどが含まれる。